# أنا هيكمان
أنا لوسيا هيكمان (بالإنجليزية: Ana Lúcia Hickmann)‏ هي عارضة أزياء ومقدمة برامج تلفزيونية وسيدة أعمال برازيلية ولدت في يوم 1 مارس 1981 في مدينة سانتا كروز دو سول في ريو غراندي في البرازيل لعائلة ألمانية الأصل، عملت هيكمان مع عدة شركات من فكتوريا سيكريت ونيفيا ولوريال وبلومنغديل، ظهرت صورها في مجلة سبورتس إيلوسترايتد من النسخة الجنوب الأفريقية وظهرت صورها في النسخ البرازيلية من مجلات فوجي وإيل وماري كلير.
عملت هيكمان في مجال الموضة والتجميل وتدير استوديو تصوير ودي جي. عملت هيكمان في تقديم البرامج التلفزيونية منها برنامج Progamma da Tarde على قناة ريكورد تي في. دخلت هيكمان في موسوعة غينيس للأرقام القياسية لكون رجلها الأطول بين عارضات الأزياء حيث تصل ل 118 سم. في سنة 2004 صنفت مجلة ماكسيم هيكمان في المركز ال47 ضمن قائمة أكثر 100 إمراة إثارة في العالم.
في 14 فبراير 1998 أعلنت زواجها من عارض الأزياء السابق ألكسندر كوريا وفي 2014 رزقا بأول ابن لهما. في 21 مايو 2016 تعرضت هيكمان لمحاولة اغتيال بعد قام رجل بالدخول إلى غرفتها في الفندق وأصيب في أثنائها كل من شقيقها وشقيقتها في القانون في حين تم قتل الشخص الذي حاول اغتيالها والذي كان أحد معجبيها.

## وصلات خارجية
- أنا هيكمان على موقع IMDb (الإنجليزية)
- أنا هيكمان على موقع إن إن دي بي (الإنجليزية)
- أنا هيكمان على موقع دليل عارضات الأزياء (الإنجليزية)
- الموقع الرسمي
- المدونة الرسمية